# A.C.A.B.: All Cops Are Bastards
Cet article concerne le film. Pour le slogan, voir ACAB.
Pour plus de détails, voir Fiche technique et Distribution.
A.C.A.B.: All Cops Are Bastards est un film italien réalisé par Stefano Sollima et sorti en 2012. Il s'agit du premier long métrage du réalisateur.

## Synopsis
Proches de l'extrême droite, Cobra, Nero et Mazinga font partie de la reparti mobili della Polizia di Stato, une unité de la police nationale italienne. Ils sont chargés du maintien de l'ordre à Rome. Ils doivent faire face à la déferlante violence urbaine à laquelle ils sont quotidiennement confrontés, malgré le peu de moyens à disposition. Perdant peu à peu leurs repères, ils vont finir par ignorer la loi afin de garantir la cohésion du groupe. Une nouvelle recrue, Adriano Costantini, rejoint l'équipe.

## Fiche technique
- Titre original et français : A.C.A.B.: All Cops Are Bastards
- Réalisation : Stefano Sollima
- Scénario : Stefano Sollima, Daniele Cesarano, Barbara Petronio et Leonardo Valenti d'après le livre de Carlo Bonini
- Musique : Mokadelic
- Photographie : Paolo Carnera
- Montage : Patrizio Marone
- Production : Franco Bevione, Fabio Massimo Cacciatori, Marco Chimenz, Gina Gardini, Giovanni Stabilini et Riccardo Tozzi
- Pays de production :  Italie
- Format : Couleurs - 2,35:1
- Genre : drame, policier et action
- Durée : 90 minutes
- Dates de sortie :
  - Italie : 27 janvier 2012
  - France : 18 juillet 2012

## Distribution
- Pierfrancesco Favino : Cobra
- Filippo Nigro : Negro
- Marco Giallini : Mazinga
- Andrea Sartoretti (it) : Carletto
- Domenico Diele : Adriano
- Roberta Spagnuolo : Maria

## Distinctions
- 2012 : Prix Sang Neuf du Festival international du film policier de Beaune
- 2013 : Coup de cœur au Festival international du film policier de Liège

## Commentaire

### Origine du titre
L'acronyme du titre, ACAB (pour All Cops are Bastards, « Tous les flics sont des salauds »), provient d'un slogan anglais des Skinheads des années 1970 qui s'est propagé dans tous les lieux propices à la violence policière.

### Adaptation en série télévisée
En 2025, la série Désordre public, inspirée de ce film, est sortie sur Netflix.